# Jawornik (dopływ Osławicy)
Jawornik – potok, lewobrzeżny dopływ Osławicy o długości 7,05 km.
Potok płynie w południowo-wschodniej części Beskidu Niskiego. Jego źródła znajdują się na wysokości ok. 630 m n.p.m. na południowych stokach szczytu Kamienia. Spływa generalnie w kierunku południowo-wschodnim doliną, ograniczoną po lewej (orograficznie) stronie pasemkiem Kamienia i Długiego Łazu, natomiast po prawej – odgałęzieniem wyżej wymienionego pasemka – ramieniem Hrunia i Wahalowskiego Wierchu. Na wysokości ok. 440 m n.p.m., ok. 1,5 km powyżej dawnego kombinatu drzewnego w  Rzepedzi, uchodzi do Osławicy.
Tok potoku jest kręty, koryto nieuregulowane. Z obu brzegów przybiera szereg drobnych dopływów. Jego dolina jest w większości zalesiona, jedynie w górnej części i na stokach Wahalowskiego Wierchu występują rozległe polany. W górnej części doliny, w dolince prawobrzeżnego dopływu spływającego spod szczytu Wahalowskiego Wierchu, widoczne są ślady dawnej wsi Jawornik, od której wzięła się nazwa potoku: nowa kaplica greckokatolicka na miejscu dawnej cerkwi i dwa cmentarze.